# Чо Джун Рэ
Чо Джун Рэ (хангыль: 조정래) — южнокорейский писатель, является автором самых продаваемых романов Taebaek Mountain Range, Arirang, и Han River'

## Произведения

### Романы
- Taebaek Mountain Range (Taebaek sanmaek, 1983—1989)
- Arirang(1995)
- Han River (Hangang)

### Короткие истории
- «Sorrow, That Shaded Place» (Han, geu geuneurui jari) (1977)
- «Land of Exile» (Yuhyeongui ttang) (1981)
- «Human Stairs» (Inganui gyedan) (1982)
- «The Soul of a Barren Land» (Baktoui hon) (1983)
- «A Woman from Cheongsan» (Cheongsan daek) (1972)
- The Violent Instructor" (Pongnyeok gyosa) (1971)
- «The Shaded Slope» (Bitaljin eumji) (1973)
- «The Age of Geocentrism» (Cheondongseol sidae) (1974)
- «Foreign Land» (Ibang jidae) (1975)